# Buragamakanahalli, Bangarapet
Buragamakanahalli là một làng thuộc tehsil Bangarapet, huyện Kolar, bang Karnataka, Ấn Độ.